# اصل آزادی قرارداد
اصل آزادی قرارداد (به انگلیسی principle of Freedom of contract) یکی از مهم‌ترین اصول و قواعد حاکم بر حقوق قراردادها در حقوق خصوصی است که در آن افراد و گروه‌های خصوصی را برای ایجاد قرارداد و بدون محدودیت دولت مجاز می‌داند. از طریق آزادی قراردادها، افراد دارای آزادی کلی هستند و می‌توانند انتخاب کنند که چه قراردادی را یا چه کسی و با چه شروطی منعقد کنند. اجرای این اصل در دایره حقوق خصوصی است و در حقوق عمومی نظیر مقررات دولتی مانند قوانین حداقل دستمزد، صلاحیت و اختیارات مقامات عمومی، قوانین رقابت، مجازات اقتصادی و … جاری نمی‌شود. در حالی که اصل آزادی اراده آزاد، سنگ بنای حقوق قراردادها در انگلستان و سایر نظام‌های حقوقی کامن لا است، اما برای جلوگیری از سوء استفاده و حمایت از طرف‌های آسیب‌پذیر، مشمول محدودیت‌ها و استثنائاتی مانند رعایت انصاف است.

## آزادی قرارداد در حقوق ایران
- قانون کار ایران متن فارسی در ویکی‌نبشته

یکی از مهم‌ترین موادی که در قانون مدنی وجود دارد و بارها مورد بحث و استناد قرار گرفته، ماده ۱۰ این قانون است. به موجب این ماده که به اصل آزادی قراردادها شناخته شده، اعتبار تعهدات و حاکمیت اراده مورد قبول قانونگذار واقع شده‌است. در این ماده چنین آمده‌است:
قراردادهای خصوصی نسبت به کسانی که آن را منعقد نموده‌اند در صورتی که مخالف صریح قانون نباشد نافذ است.
برخی از حقوق‌دانان منشأ الهام این ماده را از ماده ۱۱۳۴ قانون مدنی فرانسه می‌دانند اما برخی دیگر با توجه به سابقه آن در فقه، ماده ۱۱۳۴ قانون مدنی فرانسه را به عنوان تأییدی بر قانون مدنی ایران تلقی کرده‌اند نه منشأ الهام آن.
محمدجعفر جعفری لنگرودی در حاشیه این ماده چنین می‌نویسد:
مورد این ماده تراضی بر هرگونه تعهد انتقال، ترک فعل معین، فعل معین، اسقاط است که فاقد مختصات عقدی از عقود معینه در متن قوانین موضوعه باشد. ماده ۷۵۸ قانون مدنی عین این مضمون را برای عقد صلح ضبط کرده‌است. پس هر یک از عقود معینه را با حذف مختصات آن می‌توان به صورت قرارداد ماده ۱۰ قانون مدنی یا به صورت عقد صلخ (ماده ۷۵۴ قانون مدنی) درآورد.

## آزادی قرارداد در دین اسلام
برخی از آیات قرآن ظهور در تأیید این اصل دارد. به عنوان مثال:
- آیه تجارت: «یا أَیهَا الَّذِینَ آمَنُوا لا تَأْکلُوا أَمْوالَکمْ بَینَکمْ بِالْباطِلِ إِلَّا أَنْ تَکونَ تِجارَةً عَنْ تَراضٍ مِنْکمْ» (ای اهل ایمان، مال یکدیگر را به ناحق مخورید مگر آنکه تجارتی باشد که از روی رضا و رغبت کرده‌اید)[۱۱]
- آیه وجوب وفا به عقود: «اوفوا بالعقود» (به عهد و پیمان خود وفا کنید)[۱۲]
- آیه وجوب وفا به تعهدات: «أَوْفُوا بِالْعَهْدِ إِنَّ الْعَهْدَ کَانَ مَسْئُولًا» (همه به عهد خود باید وفا کنید که البته (در قیامت) از عهد و پیمان سؤال خواهد شد)[۱۳]

در فقه نیز قواعدی وجود دارد که اصل آزادی قراردادها را مشروع می‌داند. برخی از آن‌ها عبارتند از:
- قاعده تسلیط که می‌گوید: «الناس مسلٌطون علی اموالهم» (مردم بر دارایی‌های خودشان سُلطه دارند)[۱۴]
- قاعده شرط که می‌گوید: «المؤمنون عند شروطهم» (مؤمنین در در کنار شرط‌هایشان هستند)[۱۵]
- قاعده تبعیت عقد از قصد که می‌گوید: «العقود تابعه للقصود»[۱۶] (این قاعده از قواعدی است که در ترجمه آن اختلافات اساسی وجود دارد)[۱۷]

## موانع اجرای فرایند در ایران

### قانون
همان‌طور که در پایان ماده ۱۰ قانون مدنی تصریح شده قراردادهای خصوصی مادامی که مخالف صریح قانون نباشد نافذ است. واژه «صریح» در اینجا مقابل تردید و ابهام است نه در مقابل ضمنی. بنابر این اگر در امکان وقوع قرارداد و مخالفت آن با قانون تردید شود، این اصل حاکم است. اما اگر مخالفت قرارداد با قانون قطعی باشد، این اصل جاری نمی‌شود حتی اگر قانونگذار صراحتاً آن را بیان نکرده و در ضمن و مفهوم ماده‌ای آن را بیان کرده باشد. به عنوان مثال در هیچ‌یک از مواد قانونی، قیم از بخشیدن اموال محجور منع نشده‌است اما از مفهوم ماده ۱۲۴۱ به روشنی استنباط می‌شود که این عمل مجاز نیست. همچنین منظور از واژه قانون در ماده ۱۰، قوانین امری می‌باشد که رعایت آن به‌طور مطلق الزامی است نه قوانین تکمیلی که الزام آن منوط بر عدم پیش‌بینی خلافش در قرارداد یا عرف باشد.

### نظم عمومی
بنابر مفاد ماده ۹۷۵ قانون مدنی، قانونگذار، محاکم را موظف دانسته‌است تا از اجرای قراردادهای مخالف نظم عمومی جلوگیری نماید. در این ماده چنین آمده:
محکمه نمی‌تواند قوانین خارجی یا قراردادهای خصوصی را که بر خلاف اخلاق حسنه بوده یا به واسطهٔ جریحه‌دار کردن احساسات جامعه یا به علت دیگر مخالف با نظم عمومی محسوب می‌شود به موقع اجرا گذارد اگر چه اجرای قوانین مزبور اصولاً مجاز باشد.

### اخلاق حسنه
مطابق با همان ماده ۹۷۵ قانون مدنی، اخلاق حسنه نیز می‌تواند مانعی برای آزادی قراردادها باشد. اثر افزودن اخلاق حسنه بر موانع نفوذ عقد این است که به دادرس اجازه می‌دهد، در مقام حفظ مصلحت عموم، پا را از متن قوانین فراتر نهد.

## اختیار طرفین برای تعیین قانون حاکم بر قرارداد
مطابق اصل حاکمیت اراده بر قرارداد، طرفین یک قرارداد که جنبه بین‌المللی دارد، می‌توانند قانونی را که بر آن تراضی می‌کنند به عنوان قانون حاکم بر قرارداد تعیین کنند. مثلاً یک بازرگان ایرانی که برای خرید کالایی به ژاپن سفر میکند میتواند در قراردادی که با طرف ژاپنی منعقد می‌کند توافق کند تا  مثلاً قانون  ایران یا قانون ژاپن بر قراردادشان حکومت کند. 
البته این اختیار مطلق نیست و حقوقدانان برای آن محدودیت‌هایی شمرده اند: یکی از حقوقدانان محدودیت‌های این اصل را (ضمن تصریح بر عدم موافقت عمومی بر آن‌ها) این چنین مثال می‌زند: دو طرف قرارداد، فقط قانونی را می‌توانند بر قرارداد خود حاکم کنند که با قرارداد ارتباط داشته باشد. این نوع محدودیت که از سوی ایالات متحده مورد حمایت است باعث می‌شود که دادگاه در صورتی به قانون انتخاب شده توسط طرفین ترتیب اثر بدهد که آن قانون با قرارداد «ارتباط معقول» داشته باشد.
مثال دیگری که شریعت باقری برای این محدودیت‌ها می‌زند چنین است که دو طرف قرارداد باید قانون داخلی یکی از دولت‌ها را انتخاب کنند. بنابراین نمی‌توانند مقررات و قواعدی را که قانون یک دولت خاص نیست به عنوان قانون حاکم بر قرارداد تعیین کنند.

## نتایج آزادی قرارداد
از این اصل می‌توان چهار نتیجه اساسی گرفت:
1. اشخاص می‌توانند قراردادهایشان را تحت هر عنوان که بخواهند، منعقد کرده و خودشان نتایج و آثار آن قرارداد را به دلخواه تعیین کنند.
2. قرارداد با رضایت دو طرف واقع می‌شود و نیازی به تشریفات خاص ندارد و لازم نیست طرفین برای انعقاد قراردادشان از الفاظ معین استفاده کنند.
3. دو طرف قرارداد ملزم به اجرای تعهدات خود هستند.
4. اثر عقد محدود به کسانی است که در تراضی دخالت داشته‌اند و دیگران از آن سود و زیان نمی‌برند.[۲۵]